# Ferganocephale
Ferganocephale (лат.) — род динозавров из отложений средней юры Киргизии, включающий единственный вид Ferganocephale adenticulatum.

## История изучения
Вид был впервые описан А. О. Аверьяновым, Томасом Мартином и Айзеком Бакировым в 2005 году по остаткам зубов, найденным в Ферганской области Кыргызстана и датируемым келловейским веком. Голотип — ZIN PH 34/42, неизношеный зуб взрослой особи.
Вид исходно был отнесён к пахицефалозаврам и рассматривался в качестве одного из древнейших представителей этой группы. Это мнение было оспорено Робертом Салливаном в 2006 году в связи с недостатком черт, характерных для зубов пахицелозавров, в частности отсутствия на них зазубрин; он заключил, что остатки слишком фрагментарны для надёжного определения, и присвоил виду статус nomen dubium.

## Этимология
Название рода образовано от комбинации названия местонахождения и др.-греч. kephale — голова (отсылка к предполагаемому родству с пахицефалозавром). Видовое название означает «без зазубрин на зубах».